# 아산의학상
아산의학상(Asan Award in Medicine)은 아산사회복지재단이 시상하는 의학상이다.

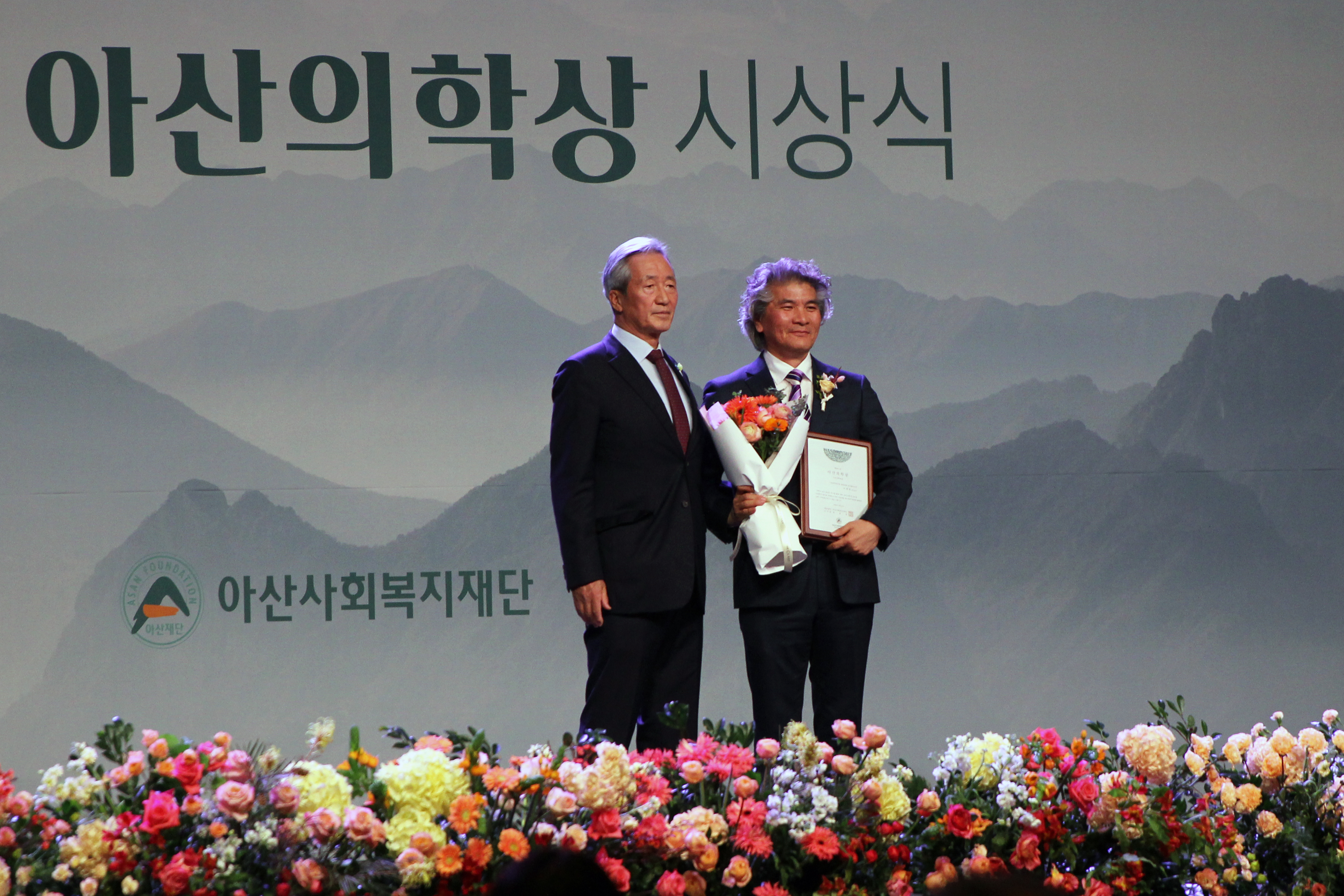
2024 아산의학상 기초의학상을 수상한 이창준 (영어)(오른쪽).

## 개요
아산사회복지재단이 인류의 건강증진을 위해 기초·임상분야에서 뛰어난 업적을 이뤄낸 국내 의과학자를 발굴해 격려하기 위한 의학상이며, 기초·임상부문 수상자에게는 각각 상금 3억원, 젊은의학자부문 수상자에게는 각각 상금 5천만원을 수여하고 있다. 국내 의과학계 발전을 위해 2011년 조성한 아산의학발전기금을 2012년 300억 원의 규모로 확대해 아산의학상 시상 및 수상자의 연구활동을 지원하고 있으며, 2016년부터는 시상대상에 해외 의과학자를 포함한다.

## 역대 수상자
| 연도        | 부문        | 수상자                                                         | |
| ----------- | ----------- | -------------------------------------------------------------- | --- |
| 2008년 1회  | 기초의학    | 김효수 교수 (서울대 의대 내과학교실)                           | 2006년 약 3년간 급성 심근경색 환자에게 말초혈액에서 채취한 줄기세포를 관상동맥 안으로 주입, 심장기능의 회복과 심근경색에 의한 심근소실 감소, 심근내 혈류 개선 등의 효과를 확인한바 있다. 이는 순환기학 분야 최고 권위지 '서큘레이션(Circulation)'지에 게재, 2007년 8월 영국의 권위있는 의학지 '란셋(Lancet)'을 통해 관상동맥 성형술 후 재협착이 되는 기전을 규명하고 소염진통제로 관절염 치료에 주로 사용되는 셀레브렉스의 주성분인 '셀레콕십(Celecoxib)'이 조직증식을 억제, 스텐트시술 후 재협착률을 떨어뜨린다는 연구결과를 발표하면서 연구논문의 독창성과 일관성, 의학연구 기여 |
| 2009년 2회  | 기초의학    | 고재영 교수 (울산대 의대 신경과학과)                           | 2008년 4월 '저널 오브 뉴로사이언스(Journal of Neuroscience)'에 발표한 뇌졸중 예방과 치료에 관한 연구 논문에서 뇌 속 아연이 라이소좀의 붕괴를 통해 신경세포를 사멸시킨다는 기전을 규명해, 뇌질환의 원인 규명과 치료법 개발을 위한 새로운 전기를 마련했다는 평가를 받는 등 지금까지 총 113편의 논문을 국제 학술지에 발표했고, 현재까지 9400회가 넘는 피인용 회수를 기록하였으며 2002년 대한의사협회가 선정한 '노벨의학상에 근접한 한국인 의사 20인', 2006년 교육인적자원부 '국가석학'으로 선정되기도 했다.                                                                           |
| 2010년 3회  | 임상의학    | 이승규 교수 (울산대 의대 외과)                                 | 우리나라 성인의 주요 사망 원인 중 하나인 간암과 말기 간경화를 치료할 수 있는 간이식 분야에서 창의적 연구로 `변형 우엽 간이식'과 `2대1 간이식' 등을 세계 최초로 성공하는 등 우리나라 의료의 위상을 세계적 수준으로 끌어올린 공로를 인정 |
| 2011년 4회  | 임상의학    | 박승정 교수 (울산대 의대 내과학교실)                           | 뉴잉글랜드 의학저널(New England Journal of Medicine) 4월 4일자 최신호에 ‘좌주간부 치료에서 수술과 중재시술의 비교’라는 독창적이고 창의적인 연구로 논문을 게재한 심장질환 중 협심증과 심근경색증의 치료방법인 중재시술 분야의 세계적인 권위자로, 우리나라 의료의 위상을 세계적인 수준으로 끌어올린 공로 |
| 2012년 5회  | 기초의학    | 고규영 교수 (KAIST 의과학대학원)                               | 암 성장과 전이에 필수적인 새로운 인자를 발견하고 이를 효과적으로 차단하는 제재를 개발해 신개념 암 치료제 개발에 새로운 전기를 마련 |
| 2013년 6회  | 기초의학    | 정종경 교수 (서울대 생명과학부)                                | 세포 신호전달체계에 대한 끊임없는 연구로 파킨슨병 등 관련 질병에 대한 이해를 높인 공로 |
| 2013년 6회  | 임상의학    | 권준수 (서울대 의대)                                           | 정신질환 고위험군의 생물학적 표지자를 개발해 조현병 환자의 조기 진단과 발병 예방에 기여 |
| 2013년 6회  | 젊은 의학자 | 이정호 교수 (KAIST 의과학대학원)                               | 뇌 발달 장애의 발병 메커니즘을 규명하는 연구 활동을 수행해 소아 난치성 뇌전증 치료를 위한 새로운 장을 마련 |
| 2013년 6회  | 젊은 의학자 | 김성한 교수 (울산대 의대)                                      | 면역저하 환자들의 감염증에 대한 연구와 결핵 환자의 면역력을 측정하는 새로운 진단방법을 도입하는 등 관련 질환의 진단과 치료에 기여한 바를 인정 |
| 2014년 7회  | 기초의학    | 서판길 교수 (울산과기대 생명과학부)                            | 생명현상의 기본원리인 세포신호전달의 개념과 메커니즘에 대한 연구를 통해 암 성장과 전이 과정의 비밀을 밝혀냈다. |
| 2014년 7회  | 임상의학    | 이경수 (성균관대 의대)                                         | 영상장비를 이용해 폐암의 조기진단과 암의 진행 상태인 병기 결정을 실용화한 공로를 인정 |
| 2014년 7회  | 젊은 의학자 | 고재원 교수 (연세대 생명시스템대)                              | 뇌신경세포들을 연결해주는 시냅스의 핵심 분자 메커니즘들을 규명하여 뇌질환 치료제 개발의 새로운 개념 제공 |
| 2014년 7회  | 젊은 의학자 | 박덕우 교수 (울산대 의대)                                      | 관상동맥질환에서 약물용출성 그물망 시술 후 항혈소판제의 적절한 사용기간에 대한 지침을 제시해 높은 평가를 받았다. |
| 2015년 8회  | 기초의학    | 박종완 교수 (서울대 의대 약리학교실)                           | 산소가 부족한 환경에서의 세포반응 연구를 통해 암의 성장억제 인자를 밝힌 업적을 높이 평가 |
| 2015년 8회  | 임상의학    | 이명식 교수 (성균관대 의대 내과학교실)                         | 세포의 자가포식 연구를 통해 당뇨병의 원인을 규명하고, 근본적인 치료법을 개발한 공로를 인정 |
| 2015년 8회  | 젊은 의학자 | 김형벅 교수 (연세대 의대 약리학교실)                           | 기존 유전자 가위의 부작용을 줄인 RNA유전자 가위를 개발 복강경 수술의 우수성을 입증해 부인암 치료의 패러다임을 바꾸고 새로운 치료 가이드라인을 구축한데 기여한 서울아산병원 박정열 교수(산부인과) |
| 2015년 8회  | 젊은 의학자 | 박정열 교수 (서울아산병원 산부인과)                            | 복강경 수술의 우수성을 입증해 부인암 치료의 패러다임을 바꾸고 새로운 치료 가이드라인을 구축한데 기여 |
| 2016년 9회  | 기초의학    | 오병하 교수 (KAIST 생명과학기술대 생명과학과)                  | 염색체 DNA 응축 단백질 구조와 분자 메커니즘 규명 |
| 2016년 9회  | 임상의학    | 로베르토 로메로 교수 (미국 국립보건원(NIH)                     | 조산과 태아 손상 기전 규명 및 예방 |
| 2016년 9회  | 젊은 의학자 | 조승우 교수 (연세대 생명시스템대 생명공학과)                   | 줄기세포와 조직공학을 이용한 난치성 질환 치료 기술 개발 |
| 2016년 9회  | 젊은 의학자 | 김준범 교수 (울산대 의대 흉부외과학교실)                       | 심장 판막 및 혈관 질환 수술의 새로운 치료지침 제시 |
| 2017년 10회 | 기초의학    | 김진수 단장 (기초과학연구원 유전체교정연구단)                  | 유전자 수술을 위한 유전가 가위의 정확성 규명 및 개선 |
| 2017년 10회 | 임상의학    | 한덕종 교수(서울아산병원 일반외과)                             | 국내 최초 췌장이식 시행 등 신장과 췌장이식을 세계적 수준으로 선도 |
| 2017년 10회 | 젊은 의학자 | 최정균 교수 (KAIST 공대 바이오 및 뇌공학과)                    | 빅데이터ㆍ인공지능 기반 DNA 분석을 통한 암 등 질병의 원인인자 규명 |
| 2017년 10회 | 젊은 의학자 | 안정민 교수 (울산대 의대 내과학교실)                           | 심장 혈관 및 판막 질환에 대한 최소침습시술의 치료 지침 제시 |
| 2018년 11회 | 기초의학    | 김은준 석좌교수 (KAIST 생명과학과)                             | 시냅스 단백질 연구로 정신질환 치료 가능성 제시 |
| 2018년 11회 | 임상의학    | 방영주 교수 (서울대 의대 내과학교실)                           | 위암 표적치료제 및 면역항암제 개발 |
| 2018년 11회 | 젊은 의학자 | 김호민 교수 (KAIST 의과학대학원)                               | 면역세포 및 신경세포 기능을 조절하는 핵심 단백질의 구조와 작용기전 규명 |
| 2018년 11회 | 젊은 의학자 | 김범경 교수 (연세대 의대 내과학교실)                           | B형 간염에 의한 간암 발생의 새로운 예측 모델 제시 |
| 2019년 12회 | 기초의학    | 김빛내리 석좌교수 (서울대 생명과학부)                          | 마이크로 RNA와 RNA 꼬리의 조절원리 발견 |
| 2019년 12회 | 임상의학    | 김종성 교수 (울산대 의대 신경과학교실)                         | 한국인 뇌졸중 환자의 뇌혈관 질환 특성 규정 및 치료법 개발 |
| 2019년 12회 | 젊은 의학자 | 한범 교수 (서울대 의대 의과학과)                               | 유전체 빅데이터 분석을 통한 자가면역질환의 원인 인자 규명 |
| 2019년 12회 | 젊은 의학자 | 이은지 교수 (분당서울대병원 안과)                              | 시신경 영상을 이용한 녹내장의 발병기전 규명 및 치료지침 수립 |
| 2020년 13회 | 기초의학    | 이원재 교수 (서울대 생명과학부)                                | |
| 2020년 13회 | 임상의학    | 이재원 교수 (울산대 의대 흉부외과)                             | |
| 2020년 13회 | 젊은 의학자 | 주영석 교수 (KAIST 의과학대학원)                               | |
| 2020년 13회 | 젊은 의학자 | 이용호 교수(연세대 의대)                                       | |
| 2021년 14회 | 기초의학    | 로날드 에반스 교수 (미국 솔크연구소)                           | |
| 2021년 14회 | 임상의학    | 구본권 교수 (서울대 의대 내과학교실)                           | |
| 2021년 14회 | 젊은 의학자 | 김진홍 교수 (서울대 생명과학부)                                | |
| 2021년 14회 | 젊은 의학자 | 유창훈 교수 (울산대 의대 내과학교실)                           | |
| 2022년 15회 | 기초의학    | 신의철 교수 (KAIST 의과학대학원)                               | |
| 2022년 15회 | 임상의학    | 이정민 교수 (서울대 의대 영상의학교실)                         | |
| 2022년 15회 | 젊은 의학자 | 김성연 교수 (서울대 화학부)                                    | |
| 2022년 15회 | 젊은 의학자 | 서종현 교수 (울산대 의대 영상의학교실)                         | |
| 2023년 16회 | 기초의학    | 전장수 교수 (광주과학기술원 생명과학부)                        | |
| 2023년 16회 | 임상의학    | 강윤구 교수 (서울아산병원 종양내과)                            | |
| 2023년 16회 | 젊은 의학자 | 정충원 교수 (서울대 생명과학부)                                | |
| 2023년 16회 | 젊은 의학자 | 박세훈 교수 (서울대병원 신장내과)                              | |
| 2024년 17회 | 기초의학    | 이창준 교수 (영어) (기초과학연구원(IBS) 생명과학 연구클러스터) | |
| 2024년 17회 | 임상의학    | 김원영 교수 (서울아산병원 응급의학과)                          | |
| 2024년 17회 | 젊은 의학자 | 정인경 교수 (한국과학기술원(KAIST) 생명과학과)                 | |
| 2024년 17회 | 젊은 의학자 | 오탁규 교수 (분당서울대병원 마취통증의학과)                    | |

## 같이 보기
- 아산사회복지재단
- 아산상
- 유한의학상
- 연세의학대상
- 호암상